# Gyrothrix hughesii
Gyrothrix hughesii är en svampart som beskrevs av Kris A. Pirozynski 1962. Gyrothrix hughesii ingår i släktet Gyrothrix, divisionen sporsäcksvampar och riket svampar.   Inga underarter finns listade i Catalogue of Life.